# 1960 في فرنسا
فيما يلي قوائم الأحداث التي وقعت خلال عام 1960 في فرنسا.

## رياضة
- 1 يناير – الألعاب الجامعية الشتوية 1960
- 1 يناير – كأس أمم أوروبا لكرة القدم 1960 الفائز منتخب الاتحاد السوفييتي لكرة القدم.
- 1 يناير – نهائي كأس أمم أوروبا 1960
- 3 يوليو – جائزة فرنسا الكبرى 1960 الفائز جاك برابهام.

## ظهور
- 17 أكتوبر – جون أفريك

## أفلام
من الأفلام التي صدرت هذه السنة في فرنسا:
- 1 يناير – ابنة كليوباترا من إخراج Fernando Cerchio [الإنجليزية]‏.
- 1 يناير – امرأتان من إخراج فيتوريو دي سيكا.
- 1 يناير – لا دولشي فيتا من إخراج فيديريكو فليني.
- 1 يناير – لافينتورا من إخراج مايكل أنجلو أنطونيوني.

## مواليد

### يناير
- 1 يناير – أريك هولدر
- 1 يناير – نادية الفاني مخرجة أفلام فرنسية.
- 12 يناير – دومينيك ويلكنز لاعب كرة سلة أمريكي.

### فبراير
- 9 فبراير – فرانسيس غيلوت

### مارس
- 10 أغسطس – مارسيل ديب لاعب كرة قدم فرنسي.
- 18 مارس – جان بيير باد لاعب كرة قدم.
- 19 مارس – إيفون لو رو
- 28 مارس – إريك إيمانويل شميت كاتب فرنسي.

### أبريل
- 28 أبريل – مارك فرانسوا

### مايو
- 7 مايو – ماريو ريلمي لاعب كرة قدم فرنسي.
- 12 مايو – سيمون ليبراتي صحفي فرنسي.
- 18 مايو – يانيك نواه
- 23 مايو – فريدة حلفة
- 26 مايو – سليمان دازي ممثل فرنسي.

### يونيو
- 15 يونيو – ميشيل لاروك ممثلة فرنسية.
- 25 يونيو – حليم بن مبروك لاعب كرة قدم جزائري.

### يوليو
- 7 يوليو – إيزابيل بيغارد مبارزة بالسيف فرنسية.

### أغسطس
- 10 أغسطس – مارسيل ديب لاعب كرة قدم فرنسي.
- 12 أغسطس – لوران فنون
- 16 أغسطس – إيريك كاريتو درّاج طريق فرنسي.
- 26 أغسطس – إريك فوتورينو روائي فرنسي.
- 28 أغسطس – عزيز كبوش ممثل فرنسي.

### سبتمبر
- 6 سبتمبر – جان بيير أورتس لاعب كرة قدم فرنسي.
- 12 سبتمبر – جان كلود غارد دراج فرنسي.
- 14 سبتمبر – جان بول سالومي مخرج أفلام فرنسي.

### أكتوبر
- 4 أكتوبر – برونو بلوم موسيقي فرنسي.

### نوفمبر
- 11 نوفمبر – جان فيليب دوراند لاعب كرة قدم فرنسي.
- 22 نوفمبر – أوسكار دوبونت مخرج أفلام فرنسي.

### ديسمبر
- 5 ديسمبر – جيروم سيمون درّاج طريق فرنسي.
- 10 ديسمبر – كلود روبين
- 19 ديسمبر – بيرنارد باردو لاعب كرة قدم فرنسي.

## وفيات

### فبراير
- 21 فبراير – جاك بيكر (مواليد 1906)
- 24 فبراير – بيير ألباران (مواليد 1893)

### مارس
- 13 مارس – لويس فاغنر (مواليد 1882) لاعب كرة قدم فرنسي.
- 16 مارس – جيرار سان (مواليد 1935) درّاج طريق فرنسي.

### مايو
- 10 مايو – ليون سولومياك (مواليد 1884)
- 13 مايو – هاري شيل (مواليد 1921)
- 18 مايو – جان آرين (مواليد 1898) عالم نبات فرنسي.
- 23 مايو – جورج كلود (مواليد 1870)

### يوليو
- 16 يوليو – غاستون أمسون (مواليد 1883) مبارز بالسيف فرنسي.

### أغسطس
- 7 أغسطس – أندريه بلوخ (مواليد 1873) ملحن فرنسي.

### أكتوبر
- 2 أكتوبر – فرانسوا بلانشي (مواليد 1886) لاعب كرة مضرب فرنسي.
- 16 أكتوبر – إميل جورجيت (مواليد 1881) درّاج طريق فرنسي.